# Ronnie DuPont
Ronald „Ronnie“ Charles DuPont bzw. Ron DuPont (* 28. Januar 1937 in New Orleans; † 5. November 2015 in Dallas) war ein US-amerikanischer Jazzpianist.

## Leben und Wirken
Ronnie DuPonts Familie stammte aus Frankreich; sein Vater Charlie war Musiker und sein Onkel Arthur Joseph Seelig, Sr. Jazzmusiker. Seine Karriere als professioneller Musiker begann er mit 18 Jahren in der Szene des traditionellen Jazz von New Orleans; er spielte lange Jahre in den Bands von Al Hirt und Pete Fountain. Ende der 1960er-Jahre leitete er ein eigenes Quartett, mit dem er regelmäßig bei Tanzveranstaltungen  in der Bistro Lounge in der Tulane Avenue auftrat. Er spielte außerdem mit Bill Huntington, Al Bernard und Reed Vaughan. Zu hören ist er auch auf Aufnahmen von Santo Pecora und zuletzt 1978 mit der The New New Orleans Jazz Band. Im Bereich des Jazz war er zwischen 1956 und 1978 an 15 Aufnahmesessions beteiligt.